# Fox Bay
Fox Bay är en plats på ön Västra Falkland inom det brittiska transoceana territoriet Falklandsöarna i Sydatlanten. Det ligger vid viken med samma namn vid öns sydöstra kust. Fox Bay består av två bosättningar, kallade Fox Bay East och Fox Bay West, separerade av en vik. Fox Bay räknas som den största orten på Västra Falkland. Ortamnet kommer från den numera utdöda Falklandsräven (Dusicyon australis).

## Historia
Under Falklandskriget 1982 besattes Fox Bay av argentinska trupper, som här inkvarterade omkring 900 soldater. Ett flertal minfält lades ut runt området. Medlemmar ur den lokala försvarsstyrkan Falkland Islands Defence Force placerades i arrest här under tiden kriget pågick. Den argentinska förläggningen attackerades flera gånger av brittiska Harrierplan. De mänskliga förlusterna var låga, men ett argentinskt fartyg, ARA Bahia Buen Suceso, försattes ur stridbart skick. Fox Day befriades den 15 juni 1982 (dagen efter den argentinska kapitulationen). Ett minnesmärke över ockupationstiden, Fox Bay Memorial, restes 2007, 25 år efter Falklandskriget.

## Postmuseum
I det gamla posthuset i Fox Bay öppnade den svenske frimärkshandlaren och Falklandsexperten Stefan Heijtz år 2015 ett postmuseum.